# Abbaye de Gerode
 (décembre 2023).
L'abbaye de Gerode est une ancienne abbaye bénédictine à Sonnenstein, dans le Land de Thuringe et le diocèse d'Erfurt.

## Historique

### Fondation et développement
Le fondateur du monastère est le comte Widelo et son fils Rüdiger qui fournissent des biens de leur propre possession. La plupart des biens transférés sont proches du monastère, ce qui lui confère une prospérité précoce en raison de sa taille. Comme le monastère n’est pas achevé à la mort des deux hommes, la construction est poursuivie par Richardis et ses fils. Richardis était la veuve du margrave Rudolf de Stade, bien que le lien de la Marche de Stade avec Eichsfeld reste inconnu. En tant que fondatrice, elle cède la propriété à l'archevêque Adalbert de Mayence, avec la permission de ses enfants à Erfurt, en 1124, et ne conserve que le droit de protection. En outre, elle transfère le Harburg à l'archevêque. En signe de soumission au siège archiépiscopal, le monastère doit payer de l'or, ou quatre pièces d’argent, chaque année le jour de la Saint-Martin.

### Vicissitudes
À la fin du Moyen Âge, le monastère et ses biens sont gravement touchés par les guerres, les querelles et la peste. En 1467, l'abbaye rejoint la congrégation de Bursfelde. La guerre des Paysans allemands en 1525 et la guerre de Trente Ans, qui sévit ici depuis 1622, eut des conséquences dévastatrices.
Après que l'Électorat de Mayence pense en 1790 à l'abolition de l'abbaye bénédictine, le royaume de Prusse prononce la dissolution en 1803, auquel appartient l'Eichsfeld depuis 1802.

### Après la dissolution
L'ancien monastère est maintenant un domaine de l'État. Le couvent de Zella, à la limite sud de l'Eichsfeld, constitue un lien organisationnel étroit, car des prévôts sont présents à Gerode.
Au cours de la Seconde Guerre mondiale, plus de 20 hommes et femmes originaires de Pologne et d'Ukraine sont forcés d'effectuer des travaux agricoles dans la ferme.
En 1946, le domaine de l’État est dissous et divisé au cours de la réforme agraire de la même manière que les propriétaires privés pour les petits agriculteurs. Après la Seconde Guerre mondiale, les bâtiments non endommagés servent de foyer pour enfants (1952-1956), de chantiers de jeunesse (1959-1961), de caserne de la NVA (1962-1967) et enfin de centre de formation et de vacances de la RFT de Leipzig.
Depuis 1994, les bâtiments et le parc sont la propriété d'une association à but non lucratif. Le parc, classé monument naturel, renferme un stock unique de par la composition et la taille de ses essences de bois : il y a 13 frênes, principalement près de l'étang, deux saules pleureurs, deux érables sycomores, quatre marronniers, tous âgés de plus de 200 ans.

## Source
- (de) Cet article est partiellement ou en totalité issu de l’article de Wikipédia en allemand intitulé « Kloster Gerode » (voir la liste des auteurs).